# Börrums säteri
Börrums säteri är en herrgård i Söderköpings kommun (Börrums socken), Östergötlands län. Gården var från 1600-talet ett säteri.

## Historik
Börrum säteri var ett skattesäteri i Börrums socken, Hammarkinds härad. En del av denna egendom donerades till en
av sin tids tappraste krigare, amiralen Nils Stiernsköld (1583–1627), vilken donation senare stadfästes för hans son, riksrådet och amiralen, friherre Claes Stiernsköld (1617–1676). En annan del av Börrum kom genom byte till assessorn Erik Rosenhielm. Redan före sin död 1688 hade han överlåtit egendomen till sin son, assessorn Pehr Rosenhielm. Egendomen bestod då av 4 allodial frälsehemman, varav 2 rå och rör. Vid reduktionen överläts egendomen till honom och hans fru på livstid. Därefter ägdes Börrum av deras dotter Wendela Katarina Rosenhielm. Genom hennes båda giftermål innehades egendomen först av kornetten Jakob Wärnschöld (1664–1731) och sedermera av assessorn och brukspatronen Gustaf Adolf Forss. Då hon dog såsom änka, uppstod en process mellan hovrättsrådet Carl Dubbenhjelm och hans syskon samt hennes sonson, fänriken sedermera kapten Peter Wernsköld, om vilka som ägde rätten att ärva egendomen. Oaktat den senares föräldrar endast varit trolovade, förklarades han genom kunglig majestäts dom 14 mars 1764 för äkta samt tilldelades kvarlåtenskapen efter sin farmoder. Sedan han blivit ägare till Börrum, återtog han genom process ett av farmodern till kyrkan donerat frälsehemman. Genom köp övergick Börrum därefter till ägaren av Thorönsborg riksrådet, greve Göran Gyllenstierna (1724–1799) samt hörde därefter länge under detta gods. Kom genom arv till ryttmästaren, greve Gustaf Stellan Mörner (död 1829) samt därefter till majoren Fredrik Ulrik Mannerstråle (död 1862), som var gift med den föres dotter, grevinnan Eva Ulrika Karolina Mörner (död 1838). Ägdes vidare av deras son, brukspatron Otto Kristoffer Mannerstråle, som år 1861 sålde egendomen till löjtnanten A . Kullberg, grosshandlaren Sven Odén och hovrättskommissarien J. P. Lindman.

## Byggnaden
Egendomen var bebyggd till säteri redan 1650. Manbyggnaden är av trä.